# Оловянишников, Сергей Пантелеймонович
Сергей Пантелеймонович Оловянишников (1910 — декабрь 1941) — советский геометр,
один из трёх учеников Александра Даниловича Александрова погибших в Великой Отечественной войне.

## Биография
Родился в Ярославле в 1910 году в семье офицера, потомка старого купеческого рода Оловянишниковых.
После окончания школы в Ленинграде несколько лет был рабочим на химическом заводе.
В 1934 году поступил в Ленинградский университет как один из победителей первой Ленинградской математической олимпиады. Блестяще учился, но в начале 1935 года «за сокрытие биографии» был отчислен и исключён из комсомола.
Его отец повесился, а сам он был выселен в Уфу.
Однако продолжил заниматься математикой самостоятельно, решил некоторые проблемы теории объёмов и через два года вернулся в университет.
В 1939 году призван в армию, на фронт Финской войны.
После её окончания восстановлен в университете, который закончил в 1941 году и поступил в аспирантуру.
Написал четыре работы по геометрии, но успел опубликовать только одну.
С июня 1941 года командир огневого взвода полевой артиллерии на Ленинградском фронте.
Был ранен при защите села Ивановского.
В батальоне выздоравливающих написал научную работу. После выздоровления вновь на фронте.
Погиб в декабре 1941 года в боях под Красным Бором.
Его научный руководитель профессор А. Д. Александров издал в 1946 году две работы Оловянишникова, сохранённые его женой.
Одна из них содержит известную теорему его имени.

## Признание и память
- На математико-механическом факультете Ленинградского университета существовала именная аспирантская стипендия «имени Оловянишникова».